# 조혈모세포

Hematopoietic growth factors

조혈줄기세포(영어: hematopoietic stem cell, HSC, 조혈간세포) 또는 혈구모세포(hemocytoblast, 조혈모세포(造血母細胞))는 혈액의 주요한 구성성분으로 잠재적으로 분화할 수 있는 세포이다.
조혈모세포는 혈액과 면역체계의 모체세포로서 생존유지에 절대적으로 필요하며 보통 골수나 아기의 태반과 탯줄에 존재한다. 이 세포는 골수 조직에 있는 세포들의 1/10000이라는 작은 비율을 차지하지만, 매일 수십억 개의 새로운 혈구가 조혈모세포에서 파생되어 체내에서 생성된다. 조혈모세포는 자기 자신을 복제할 수 있기에 혈액의 구성성분을 항상 제때에 생산할 수 있다. 대부분의 성숙한 혈액 줄기 세포는 수명이 제한되어 있기 때문에, 조혈모세포가 자가증식을 통해 평생 동안 새로운 혈구를 생성하는 능력은 생명을 유지하는 데 매우 중요하다.
조혈모세포는 골수에서 자가 복제(duplication)와 증식(proliferation)을 할 수 있으며 혈액 내 여러 세포 (적혈구, 혈소판, 호산구, 호염구, 단핵구, 중성구, T 림프구, B림프구, 자연살상세포, 가지돌기 세포)로 분화(differentiation)할 수 있는 능력을 가지고 있다. 혈액 내 여러 세포로 분화할 수 있는 능력은 악성혈액질환, 중증 재생불량성빈혈 등의 난치성 혈액질환을 대상으로 한 동종 조혈모세포 이식에 이용되고 있다. 최근에는 조혈모세포 이식이 유전성 대사질환, 선천면역 결핍증 등 다양한 질환에서도 유일한 또는 가장 우수한 치료 방법으로 사용되고 있다. 또한 이식된 조혈모세포는 혈액 세포뿐만 아니라 골격근, 심장근, 간, 신경세포, 내피세포, 폐, 식도, 위, 피부 등 다양한 조직의 세포로도 분화한다는 분화 유연성을 증명하는 보고가 있어 이를 바탕으로 조혈모세포를 이용한 여러 유형의 세포치료가 시도 되고 있다.

## 구조
조혈모세포(HSCs)는 원형의 모양으로 핵을 가지고 있으며 림프구와 모양이 유사하다. 조혈모세포는 배양 상태에서 일반 백혈구처럼 보이고 작용하기 때문에 이들을 외형으로 구분하는 것은 매우 어렵다. 따라서 현재 연구자들은 이들 세포 표면에 발현하는 표면단백질을 이용하여 조혈모세포를 포함하는 세포군을 구분해 낸다.

### 위치

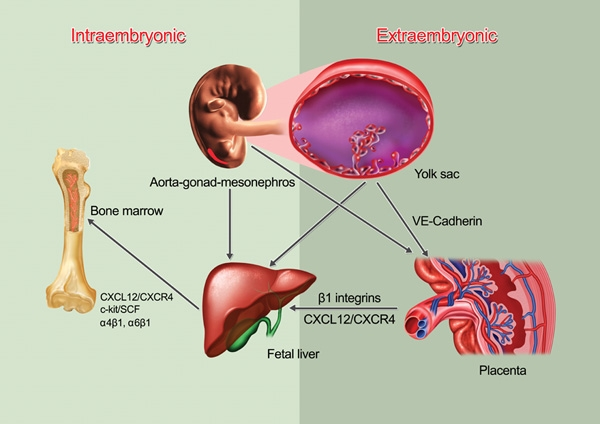
HSC migration from embryonic to fetal hematopoiesis.

조혈모세포의 중요한 기능인 조혈작용은 혈액 속의 혈구(血球)가 만들어지는 과정으로 대부분 뼈의 중심에 있는 적색 골수에서 일어나며 일부는 말초 혈액에서도 발견할 수 있다. 조혈모세포는 포유류의 발생과정 중 중배엽에서 유래하며, 최초의 조혈모세포는 AGM (aorta-gonad-mesonephros)에서 발견되고, 이 후 태아의 간에서 크게 증식하여 출생 전 골수에 정착하게 된다.

### 미세 환경
조혈모세포가 혈액에서 적절한 자가증식과 분화를 하기 위해 "niche"라는 특수한 미세환경을 필요로 한다. 조혈작용에 관여하는 niche는 조혈모세포를 유지하고 조절하는 미세환경으로 구성되어 있다. 줄기세포의 자가증식은 골수의 줄기세포 niche에서 발생하는 것으로 생각되며, 이곳에 존재하는 핵심 신호가 자가증식에 중요할 것으로 보는 것이 타당하다.
niche는 줄기세포의 정지 및 세포주기 진입을 통제하고 조직과 유기체 상태에 대한 정보를 줄기세포에 제공하며 줄기세포의 돌연변이를 억제한다.

### 분류
Colony forming units(CFU) : 조혈모세포의 분화의 방향성이 정해진 조혈모세포의 아형을 지칭
조혈모세포 CFU는 다양한 종류가 있다
- Colony-forming unit–granulocyte(과립구)-erythrocyte(적혈구)-monocyte(단핵구)-megakaryocyte(거핵구) (CFU-GEMM)

다능성 조혈성장인자인 IL-3를 첨가한 세포배양계에서 형성되는 세포집락은 과립구계, 적혈구계, 거핵구계 미성숙세포로 구성된다. 이러한 세포집락을 형성할 수 있는 조혈모세포가 CFU-GEMM이다
- Colony-forming unit–lymphocyte(림프구) (CFU-L)

- Colony-forming unit–erythrocyte(적혈구) (CFU-E)

골수세포를 erythropoietin(당단백질 호르몬으로 적혈구 생성에 관여)과 함께 in vitro culture하면 적혈구계 세포집락이 형성된다. 배양 후 7~8일경 소량의 erythropoietin에서 세포집락을 형성하며 성숙한 적혈구계 세포가 관찰된다
- Colony-forming unit–granulocyte-macrophage(과립구-대식세포) (CFU-GM)

세포집락자극인자(colony-stimulating factor,CSF)를 첨가한 골수세포 배양에서 10~14일 후 50~2,000개의 중성구,단구,호산구 또는 대식세포로 구성된 세포집락이 형성된다. 이렇게 과립구계 또는 단구계의 세포집락을 만들 수 있는 세포를 CFU-GM이라 하고 이는 과립구계와 단구계의 조혈모세포라고 할 수 있다
- Colony-forming unit–megakaryocyte(거핵구) (CFU-Meg)

골수세포의 생체외배양에서 thrombopoietin(호르몬 자극 혈소판 성장 물질)의 영향으로 10~12일경에 2~30개의 거핵구로 구성된 세포집락을 형성하는 혈소판계 조혈모세포이다
- Colony-forming unit–basophil(호염구) (CFU-B)

- Colony-forming unit–eosinophil(호산구) (CFU-Eos)

- Colony-forming unit-spleen(CFU-S)

방사선 조사한 마우스에 공통 유전자의 골수 세포를 정맥 주사하면 8~10일 후 비장에 적혈구계, 과립구계, 거핵구계, 미성숙세포로 구성된 세포집락이 형성된다

### 분리

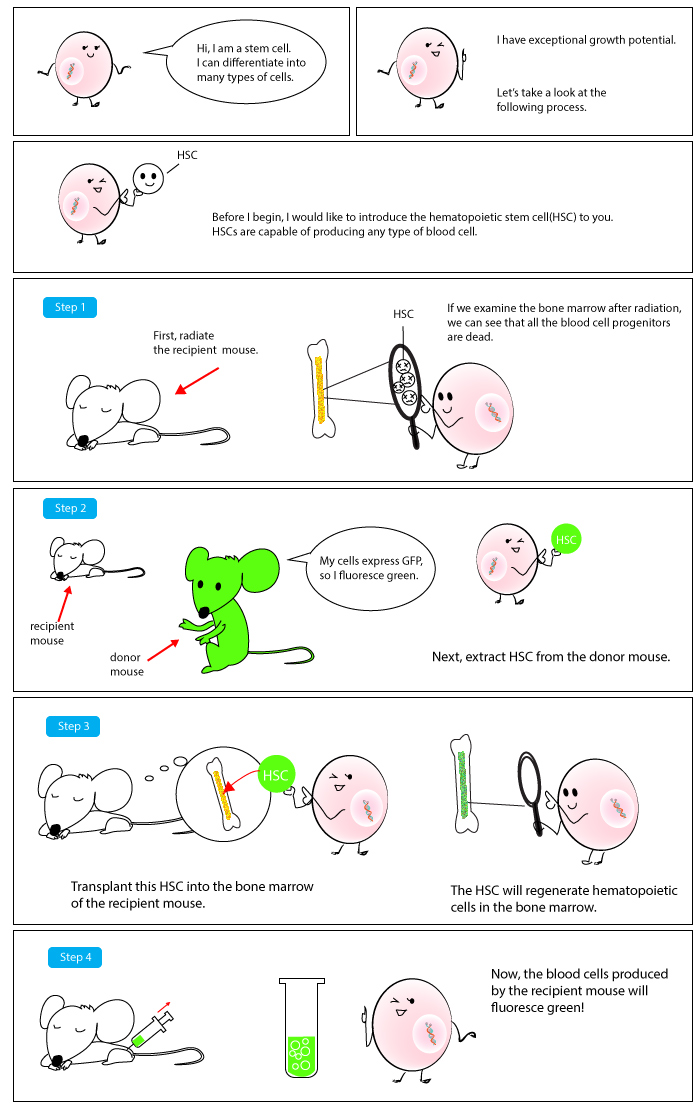
A HSC functional assay

조혈모세포는 순수 집단으로 분리될 수 없기 때문에 현미경으로 확인할 수 없다. 여러 개의 서로 다른 세포 표면 표지의 조합을 사용하여 희귀한 조혈모세포를 주변 혈액세포로부터 분리하는 유량측정분석으로 확인되거나 분리될 수 있다.
또한 rhodamine 123이나 Hoechst 33342와 같은 필수적인 염색 dye로 크기가 작고 얼룩이 적은 것으로 특징 지어진다.
사람 조혈모세포의 대표적인 마커는 Civin and Tindle 등 에 의해 처음으로 독립적으로 기술된 CD34이다.

화학요법이나 질병의 결과로 혈액 생성에 문제가 있는 환자의 혈액 체계를 복구하기 위해 필요한 조혈모세포를 분리하는 데에 CD34 marker가 활용된다.
Mouse의 경우는 대략 10,000 내지 15,000 개의 골수 세포 당 1개의 HSC가 포함되어 있는 것으로 추정되고, 말초 혈액 내에는 약 십만 개의 세포당 1개의 세포가 포함되어 있는 것으로 추정된다. HSC에 대한 판단 기준은 자체의 혈액을 생성하는 조혈모세포와 혈액 세포를 충분한 양의 방사선 조사로 모두 제거한 Mouse에서 세포가 주입되었을 때 모든 종류의 혈액을 다시 생산해 낼 수 있는 능력을 지녔는지 여부이다.
[현재 활용되고 있는 HSC를 포함하는 세포 군의 주요 표면 마커]
- Mouse: CD34low/-, SCA-1+, Thy1+/low, CD38+, C-kit+, Lin-
- Human: CD34+, CD59+, Thy1+, CD38low/-, C-kit-/low, Lin-

## 기능

### 조혈작용
조혈작용은 혈액 속의 혈구(血球)가 만들어지는 과정으로 혈액 내의 다양한 세포를 만들어내며 대부분 뼈의 중심에 있는 적색 골수에서 일어난다. 체내에서는 조혈작용을 통하여 매일 5000억개 이상의 혈액세포가 생성되며, 각 종류의 세포의 수는 혈액 내에서 비교적 정교하게 조절되어 균형이 유지되고 있다. 이는 해당 세포의 수적 증가를 초래하는 증식(proliferation)과 성숙하여 다음 단계의 세포로 진행하는 분화(differentiation)의 균형을 의미하며 이러한 균형이 깨지게 되면 조혈모세포로부터 혈액 세포로의 조혈과정에서 정상적인 증식과 분화에 이상이 발생하여 분화가 정지되고 비정상적인 증식이 진행된다.

### 정지
조혈모세포는 모든 성체줄기세포와 마찬가지로 대부분 정지상태, 즉 가역적 성장억제상태에서 존재한다. 진행이 중단되어 변화된 조혈모세포의 신진대사는 세포가 혈중 산소가 감소된 골수 환경에서 장기간 생존하도록 돕는다. 세포 사멸이나 손상에 의해 자극되면 조혈모세포는 정지를 벗어나 다시 활발하게 분열하기 시작한다. 정지 상태에서 분열 상태로의 전환은 MEK/ERK 경로 및 PI3K/AKT/mTOR 경로에 의해 규제된다. 이러한 전이의 조절이 잘못되면 줄기세포가 다 쓰여져버리거나 혈액 체계의 활성화된 조혈모세포를 점차적으로 잃을 수 있다.

### 이동성
조혈모세포는 다른 미성숙 혈구보다 골수 장벽을 통과할 가능성이 높아 한 뼈의 골수에서 다른 뼈로 혈액 속을 이동하기도 한다. 만약 조혈모세포가 흉선에 정착한다면, T세포로 발전할 수도 있다. 태아 등의 경우 조혈모세포도 간이나 비장에 안착해 발육할 수 있다. 이를 통해 혈액에서 직접 조혈모세포가 채취될 수 있다.

### 노화에 따른 DNA damage
노화 중의 DNA 나선손상은 장기적으로 조혈모세포가 축적되게 한다.
이 축적물은 조혈모세포의 정지 상태에 따라 달라지는 DNA 수리 및 반응경로의 광범위한 감쇠와 관련이 있다.
Non-homologous end joining(NHEJ)는 끊어진 DNA의 이중 가닥을 수리하는 경로이다. NHEJ 경로는 ligase 4, DNA 중합효소 mu 및 NHEJ 인자 1(NHEJ1, Cernunnos 또는 XLF라고도 함)을 포함한 여러 단백질에 의존한다.
- DNA ligase 4(Lig4)는 NHEJ에 의한 DNA 이중나선 손상의 수리에 매우 구체적인 역할을 한다. Mouse의 Lig4 결핍은 노화 중에 조혈모세포의 점진적인 손실을 초래한다. 만능줄기세포에 lig4가 부족하면 DNA 이중나선 손상이 누적되고 세포사멸이 진행된다.[16]
- DNA 중합효소mu는 DNA polymerase의 X family에 구성되며, DNA수리의 NHEJ 경로 중 손상되거나 누락된 뉴클레오타이드의 재합성에 관여한다. 중합효소mu가 mutation된 Mouse에서 조혈모세포 발달은 여러 조혈모세포가 포함된 골수세포 수가 약 40% 감소하는 여러 말초 및 골수세포 집단에서 결함이 있다.[17] 이러한 특성은 조혈 조직에서 이중 가닥이 부러진 부분을 수리할 수 있는 능력이 감소된 것과 관련이 있다.
- Mouse에서 NHEJ factor1의 부족은 조혈모세포의 조기 노화를 초래하며, 시간이 지남에 따라 악화된다.[18] NHEJ1이 결핍된 인간 유도 만능줄기세포 모델을 이용하여, NHEJ1이 초기 조혈모세포의 생존을 촉진하는 중요한 역할을 하는 것을 확인했다.[19] NHEJ1이 결핍된 세포는 약한 NHEJ1 매개 수리 능력을 가지고 있으며, 이는 생리적 스트레스, 정상적인 신진 대사 및 이온화 방사선에 의해 유발되는 DNA 손상에 대처할 수 없는 것으로 보인다.[19] Lig4, DNA 중합효소 mu, NHEJ1 결핍에 대한 조혈모세포의 민감도는 NHEJ가 시간이 지남에 따라 생리적 스트레스로부터 스스로를 유지하는 줄기세포의 능력을 결정하는 핵심 결정요소임을 시사한다.[20]

Rossi 외 연구원들은wild type 조혈모세포에서도 내인성 DNA 손상이 나이가 들면서 축적된다는 사실을 발견하였고, DNA 손상이 줄기세포 노화의 중요한 생리적 메커니즘일 수 있음을 시사한다.

## 임상적 중요성

### 조혈모세포 이식

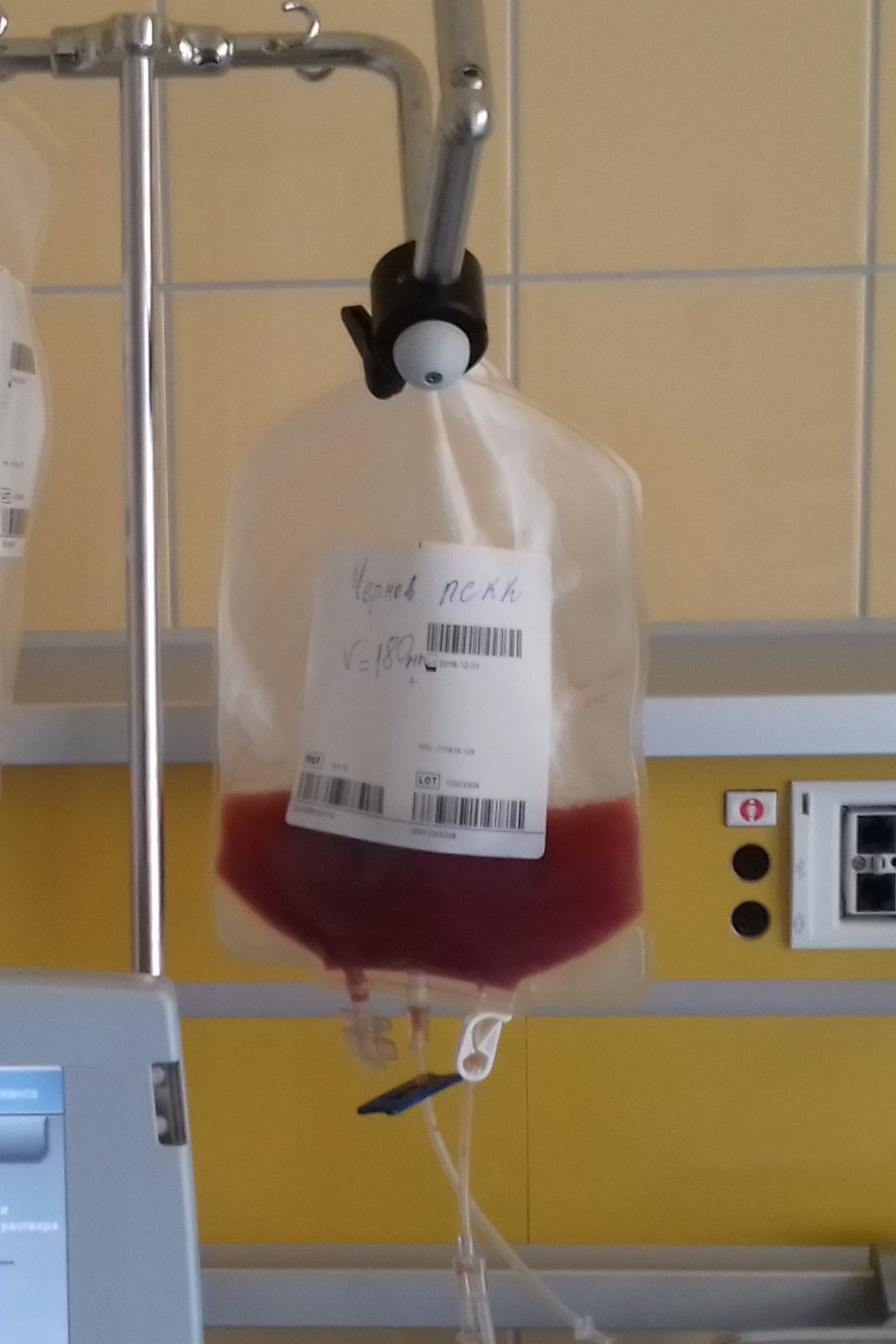
조혈모세포이식

조혈모세포 이식(hematopoietic stem cell transplantation, HSCT) 또는 조혈줄기세포 이식은 골수이식(bone marrow transplantation, BMT), 말초혈액(peripheral blood, PB)과 제대혈(cord blood, CB) 내에 존재하는 모든 형태의 조혈모세포를 이식원으로 활용하여 이식하는 것을 의미한다.
공여자의 적혈구, 백혈구, 혈소판은 다시 공여자의 혈액 속으로 돌아가고 조혈모세포만 채취한다. 골수이식 치료를 위해서는 주조직적합성 항원인 HLA (Human leukocyte antigen)가 공여자와 수용자 간에 매칭되어야 한다. HLA가 최대한으로 매칭된 동종 이형 HSC를 이용하여 이식하며, 이식 전 후에 면역억제제를 투여하여 면역거부반응을 억제함으로써 골수이식 치료가 이루어진다. 조혈모세포이식은 초기에는 조직적합성항원이 일치하는 형제간에만 시행되었지만 이식 면역학의 발전으로 현재는 비혈연간 이식 혹은 HLA 불일치 상황에서도 이식이 활발하게 이루어지고 있다. 환자 자신의 말초혈액 조혈모세포(peripheral blood stem cell, PBSC)를 이용한 자가조혈모세포 이식(autologous HSCT)도 환자의 질환에 따라 표준화된 진료 방법이다.
신경모세포종, 소세포폐암, 유방암, 난소암, 고환종양 등의 경우 강력한 화학요법을 실시하여 종양세포의 근절을 기대할 수 있는데 이러한 강한 화학요법의 경우 골수 억제가 부작용으로 발생하므로 조혈모세포 이식을 실시한다. 조혈모세포는 골수이식의 개념 뿐만 아니라 백혈병, 악성림프종 등의 혈액종양, 재생불량성빈혈은 물론 선천성 대사이상, 선천적 면역결핍, 불응성 자가면역질환, 고형암 등 다양한 영역에서 효과적인 치료 수단이다.

#### 역사
1951년 Jacobson과 Lorenz는 치사량의 방사선이 조사된 Mouse에서 비장세포 또는 골수세포를 투여하여 회복시키는 실험을 수행하였고 그 결과 투여된 공여자 기원의 조혈세포가 조혈기능을 재구성하기 때문이라는 것을 증명하였다.
1957년 Thomas는 사람의 골수 세포를 백혈병 환자에게 처음 투여하였고 1958년 Mathe 등은 유고슬라비아 원자로 사고로 인한 피해자에게 골수 세포를 투여하였다.
Gatti 등은 면역부전환자에서 HLA를 고려하여 형제간 이식을 시행하여 생착을 얻었으며 그 결과 경한 이식편대숙주반응(graft-versus-host disease, GVHD)이 있었다고 보고하였다.
Bach 등은 1968년 cyclophosphamide (CY) 200 mg/kg를 전처치로 사용하여 HLA 일치 형제간 이식으로 생착을 유도하였음을 보고하였고 이는 HLA 적합성의 중요성을 보여주었다.
1971년 Santos 등은 CY를 활용하여 백혈병 환자에서 동종골수이식(Allogeneic BMT)을 시행하였고 busulfan과 CY를 병용투여 하면서 현재 임상에서 활용되고 있는 조혈모세포이식을 위한 전처치의 기본 틀을 만들었으며 1972년 Thomas 등은 10 Gy의 전신방사선조사를 전처치로 활용하여 재생불량성빈혈 환자에서 동종골수이식을 실시하였다.
일본에서는 나고야 그룹이 1974년 재생불량성빈혈 환자에서 CY 200 mg/kg로 전처치한 후 HLA 일치 형제간 이식을 실시하였다.
국내 학자들도 1983년 급성림프구성백혈병 환자를 대상으로 처음으로 동종골수이식을 성공시켰다.
1980년경 How 등이 다른 고형 장기의 이식에서 사용되고 있던 면역억제제인 싸이클로스포린(cyclosporin)을 도입하면서 이식편대숙주반응의 억제가 가능해지게 되었고 여기에 메토스렉세이트(methotrexate)와 병용투여가 이루어지면서 효과적인 이식편대숙주반응 예방이 가능해지게 되었다.
조혈모세포 이식 과정
- 전처치 : 공여자세포를 거부하는 숙주세포를 억제시키며, 공여자 기원의 새로운 조혈모세포체계가 성장할 수 있는 공간을 만들기 위하여 전신 방사선조사나 고용량 화학요법을 시행
- 표준이식 : 골수제거가 가능한 수준의 약제나 방사선을 사용하는 방법으로 전신 방사선조사(Total body irradiation, TBI)는 대개 항암제와 병용하며 10~16 Gy의 용량을 단독 혹은 분할요법으로 사용
- 미니이식 : 고강도의 전처치요법의 제한요소를 극복하고자 시도되어 기존의 골수제거 조혈모세포이식보다 전처치 강도를 상대적으로 낮춘 방법

| 조혈모세포의 근원에 따라 | |
| ------------------------ | --- |
| 말초 조혈모세포 이식     | 환자나 공여자에게 백혈구 촉진제를 수일 동안 주사하여 말초의 조혈모세포 수를 증가시켜 세포 분리기로 원하는 세포(주로, 조혈모세포)만을 환자에게 주입하는 시술       |
| 골수 조혈모세포 이식     | 환자와 공여자의 수술일을 이식 전에 확정하고 환자에게는 다량의 항암제를 투여함과 동시에 공여자의 장골능 안의 골수에서 조혈모세포를 채집하여 환자에게 주입하는 시술 |
| 제대혈 이식              | 태아의 제대혈에서 채집된 조혈모세포를 이식을 하는 것으로 세포수가 적어 조혈모세포의 공여자가 적합하지 않는 경우 고려됨                                            |

#### 말초 조혈모세포 이식
말초 혈액은 성장촉진인자(G-CSF)를 피하 주사하여 골수를 자극하여 말초혈액에 조혈모세포의 양을 증가시킨 후 헌혈과 유사한 혈액분반술(apheresis)을 통해 채집하게 된다. 말초혈액 조혈모세포 이식(Peripheral blood stem cell transplantation,PBSCT)은 자가(autologous) 또는 동종(allogeneic)의 두 종류가 있으며 고용량 화학요법인 혈액종양과 고형암의 치료에 있어 조혈기능의 빠른 회복을 위해 시행된다. 말초혈액 조혈모세포의 채취는 골수에 비해 비교적 용이하고 이식 후 조혈기능이 빠르게 회복될 수 있다. 골수를 침범하지 않는 고형암의 경우에는 종양세포의 오염이 적다는 장점이 있다.
| 수여자와 공여자의 관계에 따라                | |
| -------------------------------------------- | --- |
| 자가 조혈모세포 이식 (Autologous transplant) | 치료에 앞서 환자가 자기 자신의 조혈모세포를 채집해 두었다가 치료과정에서 나중에 자신의 조혈모세포를 다시 제공받는 경우 |
| 동종 조혈모세포 이식 (Allogeneic transplant) | 다량의 항암제 투여나 방사선 치료로 암세포를 파괴하고 조혈모세포가 생착될 수 있는 공간을 확보하여 주입된 조혈모세포가 이식편대 종양효과(Graft-Versus-Tumor Effect)까지 나타나기를 기대함 일차적인 목적: 고용량의 항암제나 방사선 치료를 하여 우리 몸에서 세포분열이 빠른 세포를 죽이고, 새롭고 건강한 세포가 자랄 수 있도록 공간을 확보해 주기 위함 |

## 연구
조혈모세포(HSCs)는 성인의 골수에 들어 있는 희귀 세포로 모든 종류의 차별화된 혈구를 평생 동안 유지한다. 이식을 위해서 사용할 수 있는 조혈모세포가 제한되어 있기 때문에, 다양한 유전적인 골수 장애와 빈혈을 치료하기 위해서는 조혈모세포 확장 및 유전자 편집 기술의 개발이 필요하다. 이를 위해 조혈모세포 확장을 위한 사이토카인 및 성장인자의 사용에 대한 다양한 연구가 다루어졌다. 이러한 연구의 주요 문제는 생체외 시술 중 조혈모세포가 다른 혈통으로 저절로 분화가 일어난다는 점이 밝혀졌다. 따라서, 연구는 유전자 편집 연구에 따른 HSC의 단일 세포 확장뿐만 아니라 생체 외 조혈모세포 확장 시 세포 주기 진행 및 차단 억제 신호 메커니즘을 향상시키기 위해 잠재력을 가진 작은 분자의 식별과 RNA 간섭 기술의 개발로 나아간다.

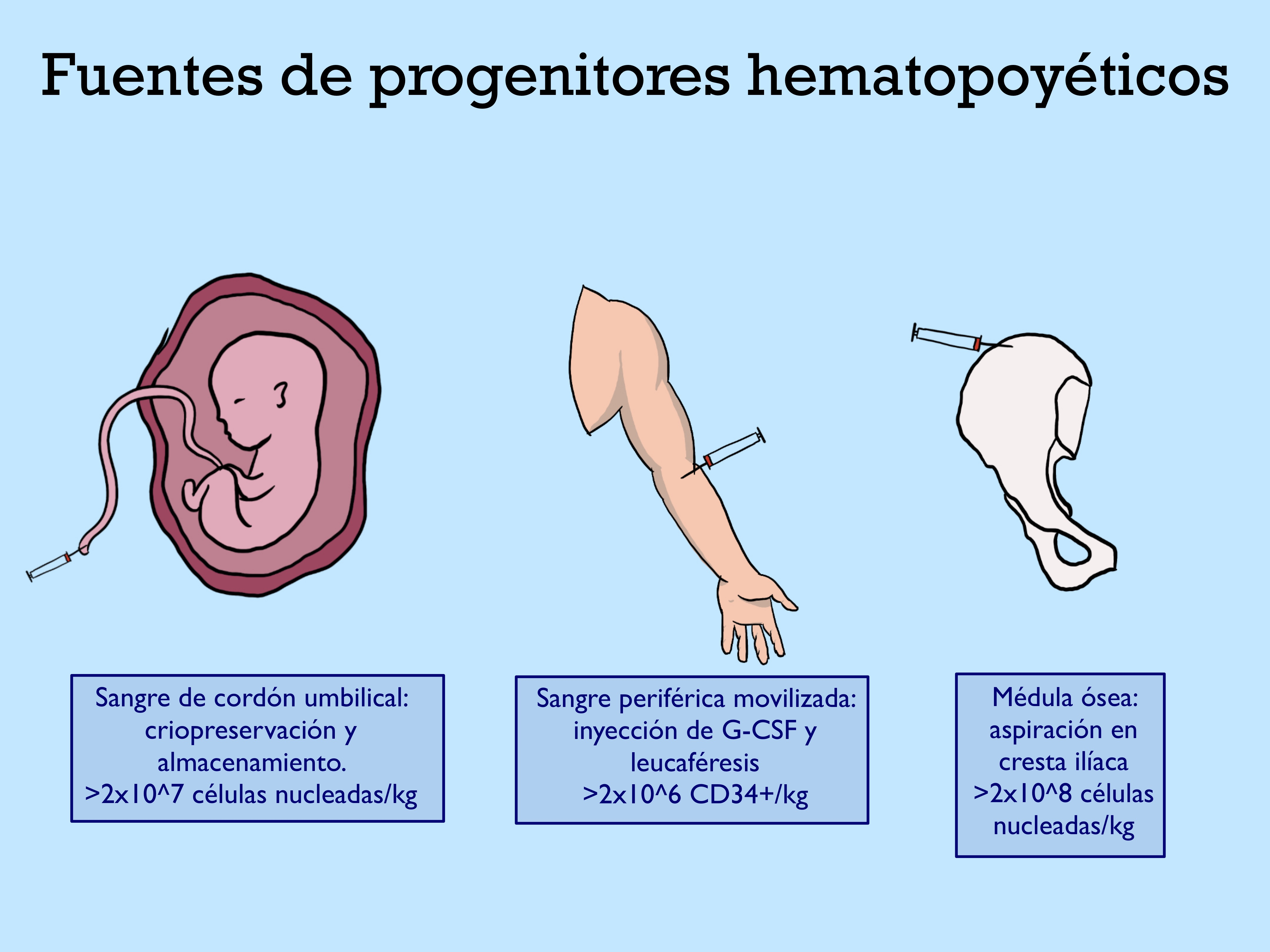
Fuentes de precursores hematopoyéticos

조혈모세포의 연구의 방법으로 Flow Cytometric Analysis, Colony Forming Cell Assays, Co-culture Assays 등이 있다. 미성숙 조혈모세포의 식별 및 정량화를 위한 여러 가지 체외 분석 방법이 개발되었다.
- Flow Cytometric Analysis

가장 빠른 방법인 유량 측량 분석(Flow Cytometric Analysis)은 조혈모세포를 전진적으로 식별하고 분리할 수 있는 유일한 방법이지만, 기능적 데이터를 제공하지 않는 방법이다. 그러나 그것은 repopulating ability와 강하게 상관되어 왔으므로 널리 받아들여지고 있다.
- Colony Forming Cell Assays

Colony Forming Cell Assay(CFC)는 성체 골수, 말초혈액, 탯줄혈액에 소수로 존재하는 조혈모세포 유전자를 식별하는 두 번째 빠른 방법을 나타내는 시험관 내 기능 검사다. 적절한 성장인자로 보충되는 반고체의 메틸셀룰로스 기반의 배양배지에 세포 배양한 경우 조혈모세포가 증식하고 분화하여 성숙 세포의 세포군체를 만들어낸다. 세포군체를 형성할 수 있는 능력에는 분화 능력뿐만 아니라 일부 제한된 자가증식 기능이 모두 필요하기 때문에 이러한 기능분석은 제한된 기능분석을 제공한다. CFC방법은 세포군체를 형성하는 능력에 의한 조혈모세포의 증식 및 분화 패턴을 연구하는데 사용된다. 세포를 전체 혹은 개별 세포군체로부터 채취하여 유량 측량 분석방법이나 김자염색(메틸렌블루와 에오신이 화합된 복합체로 말초에 있는 혈액세포나 골수세포의 염색에 주로 이용됨)을 통한 형태학적 분석으로 세포의 수와 분화 상태를 평가할 수 있다. CFC 검사는 기초 혈액학 연구에 중요한 기술이지만 또한 세포이식에 사용되는 성체 골수, 탯줄혈액, 말초혈액의 전구 세포 함량을 측정하기 위해 임상 세포 실험실에서 사용되었다. 사람 전구체 세포에 대한 표준 CFC 검사에는 세포 준비에서 최대 CFC수의 최적 성장과 분화가 가능하도록 최소 14일의 배양기간이 필요하다. CFC 검사는 골수성 분화를 평가하는데 유용하지만 림프성 분화에서는 유용하지 않다. 이러한 의미에서 골수체라는 용어는 과립백혈구, 단핵백혈구, 적혈구, 거핵구 혈통을 포함한다. CFC 검사는 말초혈액에서 파생된 사람 CD34+세포의 분화에 대한 유전자의 영향을 평가하기 위해 사용해왔다.이러한 경우 NUP98-HOXA9의 경우 RNA종양바이러스의 구조를 조절하거나  종양 형성 유전자를 나타내는 구조로 변환된다.
- Co-culture Assays

훨씬 더 많은 시간을 소요하는 실험 방법인, cobblestone area-forming cells (CAFC) 및 long-term culture initiating cells (LTC-IC)는 체외에서 기능적으로 검사할 수 있는 가장 초기의 조혈 세포 집단을 나타내기 위해 사용된다. 이 두 검사 모두 CFC 검사보다 더 광범위한 자가증식 능력이 필요하다.

## 같이 보기
- 에리트로포이에틴
- 조혈
- 조혈모세포 이식